# أوشبا
أوشبا (بالجورجية: უშბა) هي واحدة من أبرز قمم جبال القوقاز. تقع في منطقة سفانيتي في جورجيا، جنوب الحدود مع منطقة قبردينو - بلقاريا في روسيا. تُعرف باسم «ماترهورن القوقاز» بسبب القمتين المُتناظرتين. وفي الأساطير الجورجية، يُعتقد أنه مسكن الإلهة دالي.

## الجغرافية
قمة جنوب أوشبا أعلى قليلاً من قمتها الشمالية التي يبلغ ارتفاعها 4690 م (15387 قدمًا). تم تسلق القمة الشمالية لأول مرة في عام 1888 من قبل جون جارفورد كوكلين وأولريش ألمير، بينما شهدت القمة الجنوبية صعودها لأول مرة في عام 1903 من قبل بعثة ألمانية - سويسرية - نمساوية.